# Джоан Удуърд
Джоан Удуърд (на английски: Joanne Woodward) е американска актриса.

## Биография
Носителка е на Оскар и Златен глобус. Майката на Джоан Удуърд, която има определена страст към киното и филмите, я кръщава на известната кинолегенда Джоан Кроуфърд. На 29 януари 1958 година тя сключва брак с Пол Нюман и двамата остават заедно до неговата смърт на 26 септември 2008. Двамата се снимат заедно в много филми. Също така тя участва във филми, на които Нюман е режисьор или продуцент. Понастоящем живее в Уестпорт, Кънектикът. Има 3 дъщери. На нея принадлежи съвсем първата звезда на алеята на славата.

## Избрана филмография
| Година | Филм                        | Оригинално заглавие            | Роля                    | Режисьор       |
| ------ | --------------------------- | ------------------------------ | ----------------------- | -------------- |
| 1956   | Предсмъртна целувка         | A Kiss Before Dying            | Дороти Кингшип          | Герд Осуалд    |
| 1957   | Трите лица на Ева           | The Three Faces of Eve         | Ева Уайт/Ева Блек/Джейн | Нънали Джонсън |
| 1966   | Голяма ръка за малката дама | A Big Hand for the Little Lady | Мери                    | Фийлдър Кук    |
| 1993   | Филаделфия                  | Philadelphia                   | Сара Бекет              | Джонатан Деми  |